# Lilies Handayani
Lilies Handayani   (Surabaya, 15 d'abril de 1965) és una ex-tiradora amb arc indonèsia que va competir entre la dècada de 1980 i la del 2000. Junt amb les seves companyes Nurfitriyana Saiman i Kusuma Wardhani, guanyà la primera medalla olímpica per Indonèsia.
El 1988 va prendre part en els Jocs Olímpics de Seül, on va disputar dues proves del programa de tir amb arc. Va guanyar la medalla de plata en la competició per equips, mentre en la prova individual finalitzà en trentena posició.